# 小行星9466
小行星9466（英語：9466 Shishir）是一颗围绕太阳公转的小行星。1998年5月22日，林肯近地小行星研究小组在索科罗发现了此天体。
这颗小行星的绝对星等为167.52250等。